# 레슬리 패리쉬

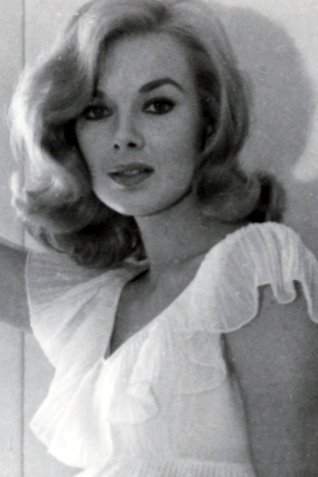

레슬리 패리쉬(Leslie Parrish, 1935년 3월 13일 ~ )는 미국의 배우, 영화배우, 텔레비전 배우, 모델이다.

## 영화
- 거대 거미의 습격 (1975년)
- 8인의 마피아 (1969년)
- 쓰리 온 어 코치 (1966년)
- 배트맨 - 66년 TV 시리즈 (1966년)
- 서부를 향해 달려라 (1965년)
- 사랑 그리고 독신녀 (1964년)
- 맨츄리안 켄디데이트 (1962년) - 조시 조던 역
- 릴 애브너 (1959년)
- 선셋 77번가 (1958년)
- 페리 메이슨 (1957년)
- 아퍼짓 섹스 (1956년)
- 걸 인 더 레드 벨벳 스윙 (1955년)
- 여왕과 로올리경 (1955년)